# سامانه مدیریت

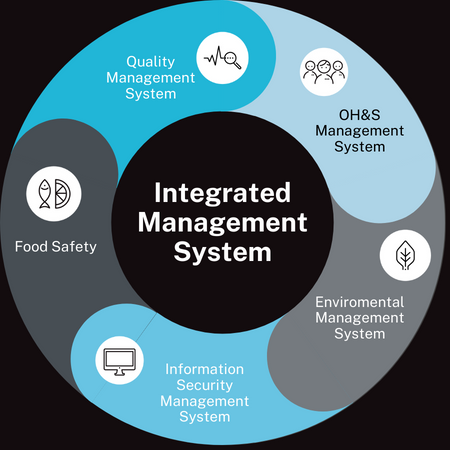
سامانه مدیریت IMS

سامانهٔ مدیریت، چارچوبی برای فرآیندها و روش‌ها است که جهت اطمینان حاصل کردن از اینکه یک سازمان می‌تواند تمام وظایف خود را برای رسیدن به اهداف خود تحقق بخشد، استفاده می‌شود. به عنوان مثال، یک سامانه مدیریت زیست محیطی، سازمان‌ها را قادر می‌سازد تا عملکرد زیست‌محیطی خود را از طریق یک فرایند بهبود مستمر پیشرفت دهند. "برنامه‌ریزی، عمل کردن، بررسی کردن، اصلاح کردن"، یک روش در بهبود عملکرد است. یک سامانهٔ کامل شامل پاسخگویی و مسئولیت پذیری(واگذاری مسئولیت شخصی) و یک برنامه‌ریزی جهت فعالیت‌هایی که باید تکمیل شوند، خواهد بود. ابزارهای  بررسی برای اجرای اقدامات اصلاحی علاوه بر فعالیت‌های برنامه‌ریزی شده، یک مارپیچ به سمت بالا از بهبود مستمر ایجاد می‌کند.
همچنین به عنوان سامانه مدیریت ذکر شده، سامانه مدیریت ایمنی و بهداشت حرفه ای (به انگلیسی: occupational health and safety management system، به اختصار: OHSMS) امکانی را برای سازمان جهت کنترل بهداشت حرفه‌ای و ریسک‌های ایمنی به منظور بهبود عملکرد با استفاده از مفاهیم بهبود مستمر، فراهم می‌آورد. 
نمونه‌های از استاندارد سیستم مدیریت عبارتند از:
- مدیریت کیفیت ایزو 9001 (ISO 9001)
- مدیریت زیست‌محیطی ایزو 14001 (ISO 14001)
- مدیریت امنیت اطلاعات ایزو/آی ای سی 27001 (ISO/IEC 27001)
- مسئولیت اجتماعی SA8000